# Kiều Thuận

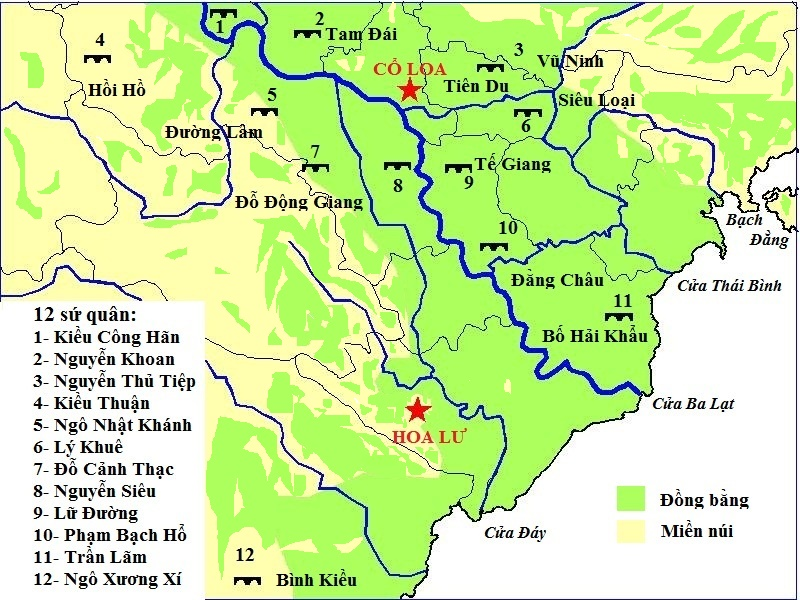
Sơ đồ vị trí 12 sứ quân

Kiều Thuận (矯順), hiệu Kiều Lệnh công hoặc Quang Hiển quốc vương là một thủ lĩnh thời loạn 12 sứ quân trong lịch sử Việt Nam thế kỷ 10. Ông thuộc thế lực họ Kiều, chiếm Hồi Hồ, cùng với người anh Kiều Công Hãn chiếm Phong Châu, các vùng đất thuộc Phú Thọ, Việt Nam ngày nay. Không giống các sứ quân khác, ông là đại diện lực lượng đối địch với cả hai triều nhà Ngô và nhà Đinh. Mặc dù vậy, do có nhiều công lao với vùng đất chiếm đóng, ông vẫn được nhân dân Phú Thọ tôn thờ như một vị vua mở đất.

## Thế lực họ Kiều
Kiều Thuận là cháu nội của Tiết độ sứ Kiều Công Tiễn - Tĩnh Hải quân Tiết độ sứ cuối cùng của nhà Đường cai trị lãnh thổ Việt Nam trong thời kỳ Tự chủ và là em của tướng Kiều Công Hãn nhà Ngô. Theo thần phả, cha ông là Kiều Công Chuẩn. Gia tộc họ Kiều của ông vốn là một thế lực lớn ở Phong Châu.
Kiều Công Tiễn nguyên là nha tướng của Tiết độ sứ Dương Đình Nghệ, trấn thủ Phong châu. Năm 937, Kiều Công Tiễn giết Dương Đình Nghệ để đoạt chức Tiết độ sứ, về cầm quyền ở Đại La. Kiều Công Chuẩn phản đối việc làm bội phản của cha nên mang con nhỏ là Kiều Công Đĩnh về Phong châu, còn anh Kiều Thuận là Kiều Công Hãn vào Ái châu theo con rể của Dương Đình Nghệ là Ngô Quyền. Lúc đó chỉ có Kiều Thuận đồng tình với ông nội Công Tiễn và ở lại thành Đại La giúp Công Tiễn.
Tuy nhiên, lực lượng của Kiều Công Tiễn bị cô lập do sự phản đối của phần lớn tướng sĩ trong nước. Họ tập hợp theo Ngô Quyền. Kiều Công Tiễn sai người sang cầu cứu nước Nam Hán ở Quảng Châu nhưng quân Hán chưa tới thì năm 938, quân Ngô Quyền đã kéo ra bắc, hạ thành Đại La và giết chết Công Tiễn. Kiều Thuận bỏ Đại La về xây dựng căn cứ ở Hồi Hồ, thuộc địa phận huyện Cẩm Khê ở phía bắc Phú Thọ ngày nay.
Theo thần tích của xã Thanh Nga cũ nay là xã Cẩm Khê còn lưu được ở Viện Hán Nôm cho biết thêm về ông: "Khi Kiều Thuận sinh ra có điềm lành: Ánh sáng lạ tràn ngập khắp ngôi nhà. Tuổi thơ thì thông tuệ, lớn lên thì thông minh mẫn tiệp, tuổi tráng niên, Kiều Thuận có gồm đủ trí dũng". Điều đáng nói là thần tích này cho biết thêm chi tiết là Kiều Thuận lấy một bà vợ họ Mai, húy Trinh Nương người Trương Xá, Hạ Hòa và trước khi qua đời, Mai Thị Trinh để lại một di thư một mực khuyên sứ quân Kiều Thuận theo ý Trời quy phục Đinh Bộ Lĩnh để dân tránh khỏi nạn binh đao, chết chóc.

## Sứ quân miền núi
Theo tộc phả họ Ma ở phường Phú Thọ và tài liệu văn hoá dân gian, tại vùng Ma Khê, Kiều Thuận xây dựng căn cứ Tam Thành, xây thành Hưng Hoá, mở rộng sự liên kết với các hào trưởng, tộc trưởng, các dòng họ ở Ma Khê và vùng lân cận tạo thành căn cứ địa vững chắc. Một vùng rộng lớn từ Ma Khê đến Lào Cai, Lai Châu được Kiều Thuận gây dựng, cai quản trong hơn 20 năm trời đã làm cho dân tình yên ổn, nông nghiệp mở mang, nơi nơi đều an cư lạc nghiệp, thế lực vững vàng, uy danh vang dội, khiến các sứ quân khác phải nể phục. Đội quân của Kiều Thuận có tới vài vạn người, được tổ chức chặt chẽ, kỷ luật nghiêm minh, trên dưới một lòng được mệnh danh là "Cương Nghị quân"; luân phiên nhau vừa luyện tập, tuần tra canh gác, bảo vệ lãnh địa, vừa sản xuất bảo đảm lương thực nuôi quân, vừa thường trực cơ động sẵn sàng chiến đấu.
Có thể do anh Kiều Thuận là Kiều Công Hãn lập công với Ngô Quyền nên khi Ngô Quyền lên ngôi vua đã nể Công Hãn mà không hỏi đến tội Kiều Thuận. Vì vậy mà ông có thể tiếp tục gây dựng cơ sở ở Hồi Hồ. Căn cứ chiếm đóng của ông thuộc vùng núi, có nhiều tướng dưới quyền là các tộc trưởng lãnh đạo các châu Kimi, điển hình như Ma Xuân Trường. Thời thuộc Đường, An Nam đô hộ phủ có tổng 40 châu ki mi thì trong đó có tới 18 châu lệ thuộc vào châu Phong. Khi nhà Ngô suy yếu, các sứ quân nổi dậy chống lại triều đình. Kiều Thuận cũng nổi dậy trở thành một sứ quân trong thời loạn 12 sứ quân. Ông tự xưng là Kiều Lệnh Công trấn giữ thành Hồi Hồ (thuộc làng Văn Khúc, xã Cẩm Khê tỉnh Phú Thọ ngày nay).
Về thời điểm Kiều Thuận nổi dậy trở thành sứ quân, nhiều khả năng ông nổi dậy từ khi Kiều Công Tiễn bị Ngô Quyền giết. Không rõ chính xác Kiều Thuận bị Đinh Bộ Lĩnh dẹp năm nào trong giai đoạn từ năm 966 đến năm 968, sách Nhà Đinh dẹp loạn và dựng nước cũng chỉ khẳng định sứ quân Kiều Thuận bại trận và bị giết chứ không thuộc số các sứ quân về hàng hoặc quy thuận Đinh Bộ Lĩnh.
Trên địa bàn phường Phú Thọ ngày nay, xa xưa là Ma thành (sau gọi là thành Mè) do Ma Xuân (cháu chắt của Ma Khê) xây dựng. Hậu duệ của Ma Khê cầm đầu Ma tộc truyền đời trấn giữ thành Mè. Đến thời Loạn 12 sứ quân, thành Mè do một tướng dưới quyền của Kiều Thuận là Ma Xuân Trường trấn giữ. Sau khi Đinh Bộ Lĩnh tấn công thành Hồi Hồ, tướng quân Kiều Thuận chống không nổi đành vượt sông Hồng chạy sang thành Mè kết hợp với Ma Xuân Trường chống lại Đinh Bộ Lĩnh. Lực lượng của Đinh Bộ Lĩnh lúc này do Lê Hoàn dẫn đầu đánh chiếm thành Mè, Kiều Thuận chống không nổi, tử trận. Ma Xuân Trường chạy lên Yên Bái trốn thoát. Sau khi mất được Đinh Bộ Lĩnh vì thán phục uy đức mà truy phong ông là Ma tộc thần tướng. Ngày nay, phường Phú Thọ còn dấu tích thành Mè. Ở phố Phú An có đền thờ Ma Khê. Làng Trù Mật xã Văn Lung thị xã Phú Thọ có đền thờ Ma Xuân Trường và Kiều Thuận.

## Thành Hồi Hồ
Thành cổ Hồi Hồ thuộc làng Hoa Khê, còn có tên là Cẩm Khê, nay là làng Văn Khúc, Hùng Việt, tỉnh Phú Thọ. Nơi đây cách Việt Trì 40 km. Địa danh Hồi Hồ hiện còn có vết tích thành đất cũ của sứ quân Kiều Thuận. Đây là căn cứ quân sự thuộc vùng núi hiểm trở và cách xa kinh đô Hoa Lư thời nhà Đinh nhất trong số các căn cứ của 12 sứ quân.
Huyện Hoa Khê, theo các sách địa lý cổ, trước là Hồi Hồ. Các sử thần đời Lê chú thích: "nay ở xã Trần Xá, huyện Hoa Khê vẫn còn nền thành cũ" . Đến đầu thế kỷ XV, quân Minh xâm lược Đại Việt, huyện Hồi Hồ gọi là huyện Hoa Khê. Thành Phượng Dực do Kiều Thuận gây dựng bây giờ vẫn còn dấu vết, nay thuộc xóm Quang Trung xã Văn Khúc, huyện Cẩm Khê.
Sách "Viêm giao trung cổ ký" (Ghi chép sưu tập di tích cổ nước Nam) của Cao Xuân Dục, trang 148 có chép: Phế thành Kiều Công ở xã Trương Xá, huyện Cẩm Khê, thành do sứ quân Kiều Thuận đắp lên, di chỉ hiện vẫn còn.

## Đền thờ
Kiều Thuận còn được thờ ở đền Trù Mật, phường Phú Thọ, tỉnh Phú Thọ. Đền Trù Mật là di tích tiêu biểu của địa phương. Theo thần tích đền Trù mật "Cương nghị thông minh Chiêu huệ Đại vương phả lục" do hàn lâm viện Đông các đại học sỹ Nguyễn Bính phụng soạn năm 1572, đền Trù Mật được xây dựng và hoàn thành ngày 16/10 năm Canh Ngọ 970 dưới triều vua Đinh Tiên Hoàng. Đền Trù Mật còn gọi là đền Lăng, vì vừa là lăng mộ vừa là đền thờ sứ quân Kiều Thuận, đặt ở gò thấp đầu làng Trù Mật giáp với làng Phú An. Tương truyền, khi bị Đinh Bộ Lĩnh tấn công, ông đã tự đào mồ tuẫn tiết; cái chết của ông góp phần đem lại sự thống nhất các lực lượng phân tán để lập lên nhà nước Đại Cồ Việt. Trong ngôi đền Trù Mật, trên long ngai thờ Kiều Thuận có bốn chữ vàng "Quang hiển quốc vương".
Theo thần phả đền Mẫu Khuôn ở phố Sa Đéc, phường Phú Thọ, khi Kiều Thuận mất, vua Đinh Tiên Hoàng ban sắc truy phong là "Cương nghị đại vương thượng đẳng thần", được lập đền thờ ở làng Trù Mật. Đền Mẫu Khuôn là nơi thờ bà mẹ nuôi Kiều Thuận. Theo sách "Lịch sử Việt nam", sách "Lịch sử 100 năm thị xã Phú Thọ" và sách "Văn nghệ dân gian Phú Thọ" dẫn theo tục truyền rằng: Kiều Công Thuận là thủ lĩnh sứ quân ở thành Hồi Hồ (Cẩm Khê) thường sang phủ thuộc hạ Ma Xuân Trường là động trưởng Phú An (phường Phú Thọ]] ngày nay). Mỗi lần sang Phú An, Kiều Công Thuận phải dừng chân ở xóm Khuôn để chờ thuyền của động trưởng ra đón. Kiều Công Thuận đã được hai mẹ con bà cụ ở xóm Khuôn, người họ Ma vai vế thân thích với Ma Xuân Trường hết lòng giúp đỡ. Ông đã nhận bà cụ họ Ma này là mẹ nuôi và con gái bà cụ là em nuôi. Nơi Kiều Công Thuận chờ thuyền động trưởng, dân làng Phú An dựng đình Nhạp (còn gọi là đình Lập hay đình thôn Liêm) để thờ vọng Kiều Công Thuận, cũng tại xóm Khuôn này.